# Jiří Hudler
Jiří Hudler (ur. 4 stycznia 1984 w Ołomuńcu) – czeski hokeista, reprezentant Czech.

## Kariera
- HC Vsetín (1997-2003)
  -  Ak Bars Kazań (2002-2003)
- Detroit Red Wings (2003-2004)
  -  Grand Rapids Griffins (2003-2004)
- HC Vsetín (2004-2005)
  -  Grand Rapids Griffins (2004-2005)
- Detroit Red Wings (2005-2009)
- Dinamo Moskwa (2009-2010)
- Detroit Red Wings (2010-2012)
- Calgary Flames (2012-2016)
  -  HC Lev Praga (2012)
  -  HC Oceláři Trzyniec (2012-2013)
- Florida Panthers (2016)
- Dallas Stars (2016-2017)

Spędził swoją młodość w klubie HC Vsetín w czeskiej ekstralidze. Za oceanem zadebiutował w sezonie 2003/04, dzieląc czas swojej gry pomiędzy klub z Detroit a ich afiliację w American Hockey League Grand Rapids Griffins. Czech zyskiwał doświadczenie w Grand Rapids w sezonie 2004/05, kiedy NHL pauzowało z powodu lokautu. Grał wtedy też trochę w swoim własnym kraju. Rok później wrócił do Griffins, gdzie w 76 spotkaniach zdobył 36 bramek i 60 asyst, dzięki czemu, z 96 punktami, był najskuteczniejszym zawodnikiem zespołu. W 16 meczach playoff dołożył do tego dorobku 6 bramek i 16 asyst. Po tym przełomowym dla siebie sezonie, Hudler zasłużył sobie na miejsce w pierwszym składzie Red Wings, gdzie jednak nie spędza na lodzie na razie na tyle dużo czasu, żeby w pełni pokazać swoje umiejętności. W lipcu 2012 roku podpisał czteroletni kontrakt z Calgary Flames. Od września do początku października 2012 roku na okres lokautu w sezonie NHL (2012/2013) był krótkotrwale zawodnikiem HC Lev Praga (wraz z nim kontrakt podpisał Jakub Voráček). Od grudnia 2012 do stycznia 2013 roku na tej samej zasadzie był zawodnikiem HC Oceláři Trzyniec. Od końca lutego 2016 zawodnik Florida Panthers. Od sierpnia 2016 zawodnik Dallas Stars.
W maju 2017 w mediach donoszono o incydencie z jego udziałem w lecącym do Europy samolocie, gdzie Hudler miał zażywać kokainy.
Uczestniczył w turnieju mistrzostw świata w 2013, 2014.
Jego agentem został były hokeista, Petr Svoboda.

## Sukcesy

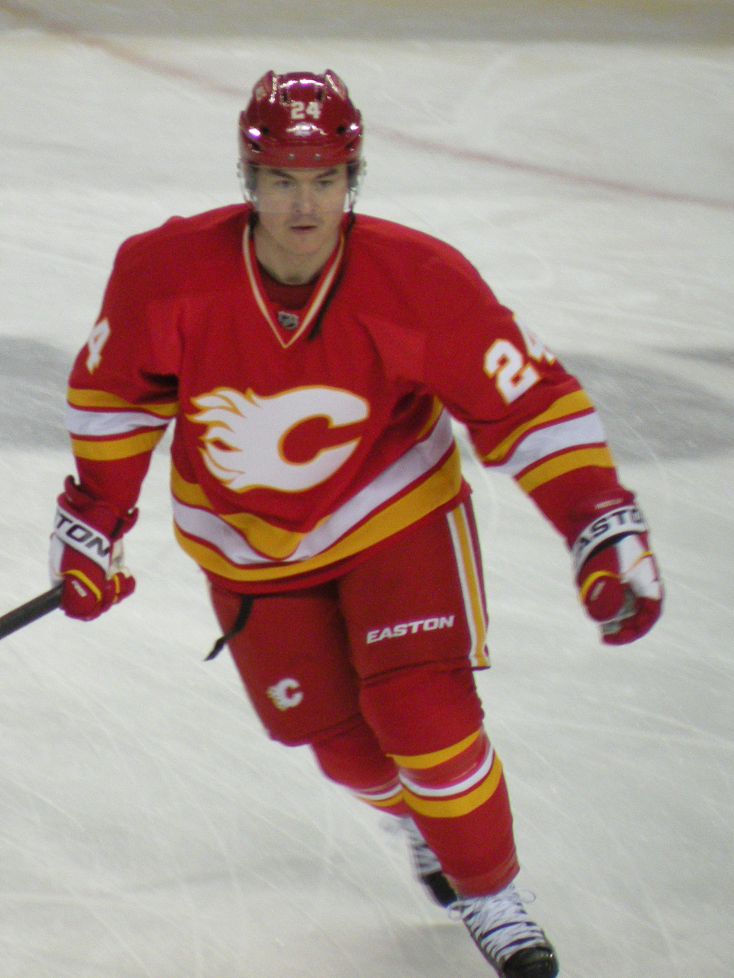
Jiří Hudler w barwach Calgary Flames (2013)

Reprezentacyjne
- Brązowy medal mistrzostw świata juniorów do lat 18: 2002

Klubowe
- Złoty medal mistrzostw Czech: 2001 z HC Vsetín
- Puchar Stanleya: 2008 z Detroit Red Wings

Indywidualne
- Ekstraliga czeska (2001/2002):
  - Pierwsze miejsce w klasyfikacji kanadyjskiej wśród juniorów: 46 punktów
- Mistrzostwa świata do lat 18 w 2002:
  - Skład gwiazd turnieju
- Ekstraliga czeska (2002/2003):
  - Pierwsze miejsce w klasyfikacji kanadyjskiej wśród juniorów: 46 punktów
- KHL (2009/2010):
  - Mecz Gwiazd KHL
  - Nagroda „Sekundy” (dla strzelca najszybszego gola w meczu): strzelił bramkę w 12 sekundzie po rozpoczęciu meczu
- NHL (2014/2015):
  - Lady Byng Memorial Trophy – nagroda dla najuczciwszego zawodnika sezonu